# Armored Core VI: Fires of Rubicon
Armored Core VI: Fires of Rubicon — відеогра в жанрі симулятора мехів з елементами бойовика, розроблена FromSoftware і видана Bandai Namco Entertainment для Microsoft Windows, PlayStation 4, PlayStation 5, Xbox One та Xbox Series X/S у серпні 2023 року. Вона є шостою основною частиною в серії Armored Core і наступницею Armored Core V (2012) та Verdict Day (2013).
Сюжет розгортається на планеті Рубікон-3, де різні фракції змагаються за цінний енергетичний ресурс під назвою «корал». Ігровий процес має керування від третьої особи, через яке гравець контролює бойового меха.

## Ігровий процес
Armored Core VI: Fires of Rubicon є відеогрою від третьої особи в жанрі симулятора мехів з елементами бойовика. Гравець контролює бойового меха з незалежного підрозділу «Броньовані серцевини» (англ. Armored Cores) і виконує завдання для позаземних корпорацій та повстанців на планеті Рубікон-3, щоби просуватися сюжетною історією. Під час проходження гравець заробляє внутрішньоігрову валюту, що витрачається на придбання нових деталей, а також ближньої та дальньої зброї для меха, що можна налаштовувати. Ігровий процес передбачає бої з босами та багатокористувацький режим, у якому гравці можуть змагатися один з одним.

## Синопсис
Дія Armored Core VI відбуваються в майбутньому, на околицях освоєного людством космосу, планеті Рубікон-3. Там було виявлено речовину під назвою «корал», яка слугувала джерелом енергії та каналом зв'язку. «Корал» вважали ключем до технологічного прогресу людства, але натомість він спричинив катастрофічну подію, відому як «Пожежа Ібіса», що охопила планету та навколишню зоряну систему полум'ям. Вважалося, що весь існуючий «корал» був знищений катастрофою. Однак через 50 років на Рубіконі-3 знову виявлено присутність «корала». Корпорації злітаються до планети, щоб заволодіти «коралом», і користуються послугами найманців для боротьби між собою. Протагоніст гри — кіборг «C4-621», що служить куратору на ім'я Гендлер Волтер найманцем. Його десантують на Рубікон-3 повз мережу бойових супутників у меху. Там він викрадає ліцензію загиблого найманця, що раніше викрав дані про наявність «корала», та привласнює його позивний «Ворон».
«Ворон» бере участь у війні, що вирує на поверхні Рубікону-3 між мегакорпораціями «Balam Industries» і «Arquebus Corp», антикорпорацією «Rubicon Liberation Front»(RLF) і «Planetary Closure Administration» (PCA). Виконуючи завдання, «Ворон» дружиться з колегами-найманцями Расті та «Золою» Карлою, які час від часу надають допомогу. Коли «Ворон» потрапляє під хвилю «корала», він вступає в контакт з жінкою-телепаткою на ім'я Ейр.
Волтер виявляє ознаки великих покладів «корала» на Центральному льодовому полі та посилає туди «Ворона». Туди ж спрямовують свої сили «Balam Industries» і «Arquebus Corp». Це спонукає PCA до дії, вона надсилає свої військові сили, оснащені суперзброєю, «Крижаним хробаком», що працює на «коралі». «Balam Industries» і «Arquebus Corp» вирішують об'єднати сили та скеровують «Ворона» проти PCA, щоб послабити її. Після того, як альянс корпорацій знищив «Крижаного хробака», Ейр відкриває «Ворону», що вона насправді істота, яка живе в «коралі».
Зазнавши численних втрат, PCA змушені відступити з Рубікону, «Balam Industries» і «Arquebus Corp» поновлюють суперництво. До війни включається RLF, але «Arquebus Corp» швидко отримує перевагу завдяки захопленню технології PCA. Волтер спрямовує «Ворона» досліджувати підземний комплекс Спостережного поста Альфа і той виявляє руїни Інститутського міста з родовищем «корала», а також Капілярний завод, призначений для видобутку «корала» та переміщення його на орбіту Рубікону-3. Сили «Arquebus Corp» захоплюють Інститутське місто та «Ворона». Карла допомагає «Ворону» втекти, пояснюючи, що вона з Волтером була учасницею угрупування «Наглядач», яка усвідомила загрозу «корала» та поклялася знищити речовину. Карла попросила «Ворона» допомогти їй у керуванні зорельотом «Ксилем», аби протаранити ним Судинний завод. Однак Ейр вірить, що людство може співіснувати з «коралом» і просить «Ворона» завадити Карлі.
Якщо «Ворон» вирішує стати на бік Карли, Ейр розриває з ними стосунки. «Ворон» прориває блокаду «Arquebus Corp» навколо Судинного заводу і змушений убити Расті, який насправді воює за RLF. Ейр намагається зупинити «Ксилем», захопивши орбітальні збройні супутники Рубікону-3. «Ворон» знищує Ейр, «Ксилем» таранить Судинний завод і запалює накопичений там «корал», створюючи нову вогняну бурю, яку пізніше назвали «Пожежа Ворона». «Ворон» летить від Судинного заводу, та його наздоганяє хвиля полум'я. PCA та корпорації повністю покидають Рубікон-3, оскільки планета лишається випаленою. Потім відтворюється запис, залишений Волтером, у якому він вітає «Ворона» з успіхом.
Якщо «Ворон» вирішує стати на бік Ейр, вони атакують Карлу, поки її головні сили борються проти «Arquebus Corp». Карла гине, проте це запускає програму, що автоматично спрямовує «Ксилем» на зіткнення з Капілярним заводом. Ейр доручає «Ворону» саботувати «Ксилем», щоб зореліт впав у океан. Вона також надсилає прохання про допомогу до RLF, які масово повстають, щоб повалити «Arquebus Corp». Расті об'єднує зусилля з «Вороном» і їм вдається вимкнути «Ксилем». Тоді Волтер прибуває на своєму власному меху, вбиваючи Расті та атакуючи «Ворона». «Ворон» перемагає Волтера і покидає «Ксилем», який падає в океан. Ейр дякує «Ворону» за захист «корала» та Рубікону-3, і обіцяє, що разом вони збудують майбутнє, де «корал» і людство зможуть разом процвітати.
При повторній грі, якщо «Ворон» вирішить взятися за розблоковані місії RLF замість місій корпорацій, з ним згодом зв'яжеться штучний інтелект ALLMIND (до цього він фігурує в режимі тренування), який вербує найманців до «Проєкту звільнення коралу», призначеного досягнути симбіозу між людьми та «коралом». ALLMIND призначає «Ворону» власні місії, кульмінацією чого стає проникнення на борт «Ксилема», щоб знищити угрупування «Наглядач» і захопити контроль над зорельотом, який прямує на зіткнення з Капілярним заводом. ALLMIND ліквідує Волтера та Карлу, поки «Ворон» знищує «Ксилем». ALLMIND намагається примусово асимілювати найманців та Ейр у себе. «Ворон» і Ейр знищують ALLMIND і самі ініціюють «Звільнення коралу». Капілярний завод колапсує до кротовини, що поширює «корал» до іншого місця всесвіту. Найманці спостерігають за цим із поверхні Рубікону-3.

## Розробка й випуск
Armored Core VI: Fires of Rubicon розробляється студією FromSoftware під керівництвом директора Масари Ямамура, який до цього був провідним дизайнером Sekiro: Shadows Die Twice. У вересні 2016 року уповноваженим директором і президентом FromSoftware Хідетака Міядзакі сказав, що проєкт знаходиться на ранній стадії розробки; він також був початковим директором на цій стадії. При розробці Fires of Rubicon студія вирішила відійти від елементів «soulslike», на яких ґрунтуються їхні минулі проєкти, як-от серія Souls, а також Sekiro та Elden Ring. Разом із цим команда хотіла поєднати знання і досвід, здобуті під час розробки цих ігор, з «ключовими концепціями» серії Armored Core. Ямамура заявив, що студія прагнула зробити бої з босами «динамічними та інтенсивними», назвавши їх «родзинкою» Fires of Rubicon, і приділила чимало уваги створенню системи налаштування меха, над якою гравець мав би високий рівень контролю.
Fires of Rubicon була анонсована 8 грудня 2022 року під час церемонії The Game Awards, де було показано дебютний трейлер; раніше в січні стався витік деяких деталей проєкту. У квітні 2023 року було представлено трейлер ігрового процесу. Гра буде випущена пізніше у серпні для Microsoft Windows, PlayStation 4, PlayStation 5, Xbox One та Xbox Series X/S.

## Сприйняття
| Агрегатор  | Оцінка                                 |
| ---------- | -------------------------------------- |
| Metacritic | (PC) 87/100 (PS5) 86/100 (XSXS) 80/100 |

| Видання        | Оцінка |
| -------------- | ------ |
| Destructoid    | 9/10   |
| Digital Trends | [ 11 ] |
| Eurogamer      | [ 12 ] |
| Famitsu        | 36/40  |
| Game Informer  | 8.3/10 |
| GameSpot       | 8/10   |
| GamesRadar+    | [ 16 ] |
| IGN            | 8/10   |
| NME            | [ 18 ] |
| PC Gamer (США) | 87/100 |
| PCGamesN       | 8/10   |
| Push Square    | [ 21 ] |
| Shacknews      | 9/10   |
| VG247          | [ 23 ] |
| VideoGamer.com | 10/10  |

Armored Core VI: Fires of Rubicon зібрала «переважно схвальні» рецензії на агрегаторі Metacritic.
Кріс Картер у Destructoid зробив висновок, що після тривалої перерви From Software, з деякими застереженнями, успішно повернулися до серії «Armored Core». Критик зазначив: гра не надто тривала і в ній є режим PvP, хоча немає кооперативу. В Armored Core VI цікаво експериментувати з різними деталями, щоб скласти мехів тієї чи іншої спеціалізації. Але сповна потенціал гри розкривається в битвах із босами. Середовища різноманітні і є місії з альтернативними шляхами, створюючи ілюзію свободи, що все-таки не є справжньою.
Селін Елліс із Eurogamer писала, що найслабшим аспектом Armored Core VI є сюжет. Це безумовно непогана науково-фантастична оповідь з достатньою таємничістю, але її персонажі фігурують лише за посередництва своїх мехів. Через це світ Рубікону-3 має «стерильний» вигляд, де наче не існує людей. Armored Core VI натомість заохочує експерименти з оснащенням мехів, щоб обрати власний стиль гри.
Мітчелл Сальтцман із IGN відгукнувся, що Armored Core VI не намагається винайти жанр заново, а доповнює його вдалі знахідки, що чудово поєднується з широким вибором деталей, які кардинально впливають на ігровий процес. Бої приємні, хоча їх складно назвати реалістичними; вони більше нагадують бої з аніме. Тут немає універсального рішення для кожної сутички і тому вони відчуваються як головоломки.
Джош Бродвелл у VG247 писав, що гра передбачає вертикальний бій з використанням стрибків і польоту, проте його потенціал слабко реалізований. Також критикувалося, що стандартної зброї зазвичай достатньо для виконання місій і оснащення мало впливає на маневреність меха. Щодо сюжету, критик написав: «…хоча концепція найманця, який обслуговує жадібний корпус, може бути знайома шанувальникам серіалу, Armored Core 6 додає достатніх додаткових шарів інтриги та хитрощів, тому ніколи не здається надто знайомою». Armored Core VI призначена залучити нових гравців до серії, з чим переважно справляється, хоча не всі її механізми працюють однаково добре.